# فصل رؤیا: جادو
فصل رؤیا: جادو (انگلیسی: The Dream Chapter: Magic; کره‌ای: 꿈의 장: MAGIC; لاتین‌نویسی اصلاح‌شده: Kkum-ui Jang: Maejik) نخستین آلبوم استودیویی گروه پسرانه اهل کره جنوبی تی‌اکس‌تی است. این آلبوم در ۲۱ اکتبر ۲۰۱۹ توسط بیگ هیت میوزیک و ریپابلیک رکوردز منتشر شد. این آلبوم شامل هشت قطعه است و تک‌آهنگ آغازین آن «۹ و سه چهارم (فرار کن)» است. از نظر موسیقایی، این آلبوم شامل ژانرهای مختلفی از جمله آراندبی، تراپیکال هاوس، آکوستیک پاپ و هیپ هاپ است.

## جدول‌ها

### جدول‌های هفتگی
| جدول (۲۰۱۹–۲۰۲۰)                              | بهترین جایگاه |
| --------------------------------------------- | ------------- |
| البوم‌های دیجیتال استرالیایی (ای‌آرآی‌ای)        | ۲۲            |
| آلبوم‌های بلژیکی (اولتراتاپ فلاندرز)           | ۱۲۵           |
| دانلود آلبوم‌های فرانسوی (اس‌ان‌ئی‌پی)            | ۳۹            |
| آلبوم‌های مجارستانی (ماهاز)                    | ۳۱            |
| آلبوم‌های ژاپنی (اوریکون)                      | ۱۱            |
| آلبوم‌های کره جنوبی (گائون)                    | ۱             |
| آلبوم‌های دیجیتال بریتانیا (شرکت جدول‌های رسمی) | ۲۹            |
| آلبوم‌های جهانی ایالات متحده (بیلبورد)         | ۳             |

### جدول‌های سالانه
| جدول (۲۰۱۹)                | جایگاه |
| -------------------------- | ------ |
| آلبوم‌های کره جنوبی (گائون) | ۲۷     |

## گواهی‌نامه‌ها و فروش‌ها
| منطقه             | گواهی    | واحد گواهی‌شده/فروش |
| ----------------- | -------- | ------------------ |
| ژاپن              | —        | ۵٬۶۰۰              |
| کره جنوبی (گائون) | Platinum | ۲۰۲٬۳۰۲            |
| ایالات متحده      | —        | ۲٬۰۰۰              |

## تاریخچه انتشار
| کشور         | تاریخ          | فرمت                       | ناشر                     |
| ------------ | -------------- | -------------------------- | ------------------------ |
| کره جنوبی    | ۲۱ اکتبر ۲۰۱۹  | سی‌دی دانلود دیجیتال استریم | بیگ هیت                  |
| ژاپن         | ۲۱ اکتبر ۲۰۱۹  | سی‌دی دانلود دیجیتال استریم | بیگ هیت یونیورسال [ ۱۵ ] |
| مختلف        | ۲۱ اکتبر ۲۰۱۹  | دانلود دیجیتال استریم      | بیگ هیت [ ۱۶ ]           |
| ایالات متحده | ۲۲ نوامبر ۲۰۱۹ | سی‌دی                       | بیگ هیت ریپابلیک [ ۱۷ ]  |
| ایالات متحده | ۶ دسامبر ۲۰۱۹  | سی‌دی                       | بیگ هیت ریپابلیک [ ۱۷ ]  |